# Peucetia macroglossa
Peucetia macroglossa là một loài nhện trong họ Oxyopidae.
Loài này thuộc chi Peucetia. Peucetia macroglossa được Cândido Firmino de Mello-Leitão miêu tả năm 1929.